# Francis Ivan Nye
Francis Ivan Nye (* 1918 in Prospect, Jackson County, Oregon; † 1. März 2014 in Juliaetta, Idaho) war ein US-amerikanischer Soziologe, der insbesondere zur Familiensoziologie forschte und publizierte. 

## Leben
Im Zweiten Weltkrieg war Nye Pilot der Army Air Force. Danach studierte er Soziologie an der Willamette University (Bachelor-Abschluss 1946) und der Michigan State University (Promotion zum Ph.D. 1952). Nach Stationen als Assistant Professor an der Ohio State University und der University of Missouri und als Associate Professor an der Bucknell University übernahm er den Lehrstuhl für Ländliche Soziologie an der Washington State University.
Nyes Spezialgebiet war die Familiensoziologie. 1965/66 war er Präsident des National Council on Family Relation. Von 1965 bis 1969 wirkte er als Herausgeber des Journal of Marriage and the Family. Schon 1958 hatte er mit seiner Monographie Family Relations and Delinquent Behavior einen frühen Beitrag zur kriminologischen Halttheorie geleistet. Von der unmittelbaren Kontrolle durch Beaufsichtigung unterschied er die mittelbare Kontrolle (liebevolle Bindung, Identifikation mit sozialkonformen Personen), die verinnerlichte Kontrolle (Selbstbild) und die Kontrolle in Versuchungssituationen. Die Übereinstimmung der Eltern und Kinder in der Anerkennung von Werten sei ein wichtiger Faktor der Verhütung von Delinquenz.